# Kheun Bunpichmorakat
Kheun Bunpichmorakat (* 28. August 2006) ist eine kambodschanische Schwimmerin.

## Werdegang
Kheun Bunpichmorakat nahm bereits im Alter von 13 Jahren an den Südostasienspielen 2019 teil und wurde über 50 m Schmetterling Neunte sowie Zehnte über 100 m Freistil und Elfte über 50 m Freistil. 2021 nahm sie als 14-Jährige an den Olympischen Sommerspielen in Tokio teil. Bei der Eröffnungsfeier war sie zusammen mit dem Leichtathleten Pen Sokong Fahnenträgerin der kambodschanischen Mannschaft. Im Wettkampf über 50 m Freistil den 65. Platz.